# Gare de Tacoignières - Richebourg
Gare de Tacoignières - Richebourg vasútállomás Franciaországban, Tacoignières településen.

## Vasútvonalak
Az állomást az alábbi vasútvonalak érintik:
- Saint-Cyr-Surdon-vasútvonal

## Kapcsolódó állomások
A vasútállomáshoz az alábbi állomások vannak a legközelebb:
- Gare de Houdan (Gare de Dreux, Transilien N)
- Gare d’Orgerus - Béhoust (Paris Gare Montparnasse, Transilien N)